# لوسیا اتکباریا
لوسیا اتکباریا د استئینزا (انگلیسی: Lucía Etxebarría de Asteinza؛ زادهٔ ۷ دسامبر ۱۹۶۶) یک نویسنده زن نویسنده، فیلم‌نامه‌نویس، شاعر، و زندگی‌نامه‌نویس اهل اسپانیا است.

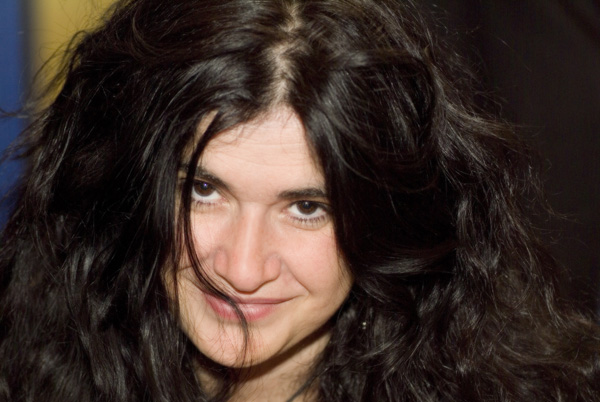
لوسیا اتکباریا در سال ۲۰۰۷

وی در سال ۱۹۶۶ در والنسیا از والدینی اهل باسک به دنیا آمد و کوچکترین فرزند از هفت فرزند آن‌ها بود.
وی جوایزی از جمله جایزه نادال (۱۹۹۸)، جایزه بهار (۲۰۰۱)، جایزه رمان سیاره (Premio Planeta de Novela؛ ۲۰۰۴) را دریافت کرده‌است.